# 成瀬正賢
成瀬 正賢（なるせ まさかた）は、江戸時代中期の尾張国犬山藩の世嗣。官位は従五位下・信濃守。

## 略歴
6代藩主・成瀬正典の長男として誕生。

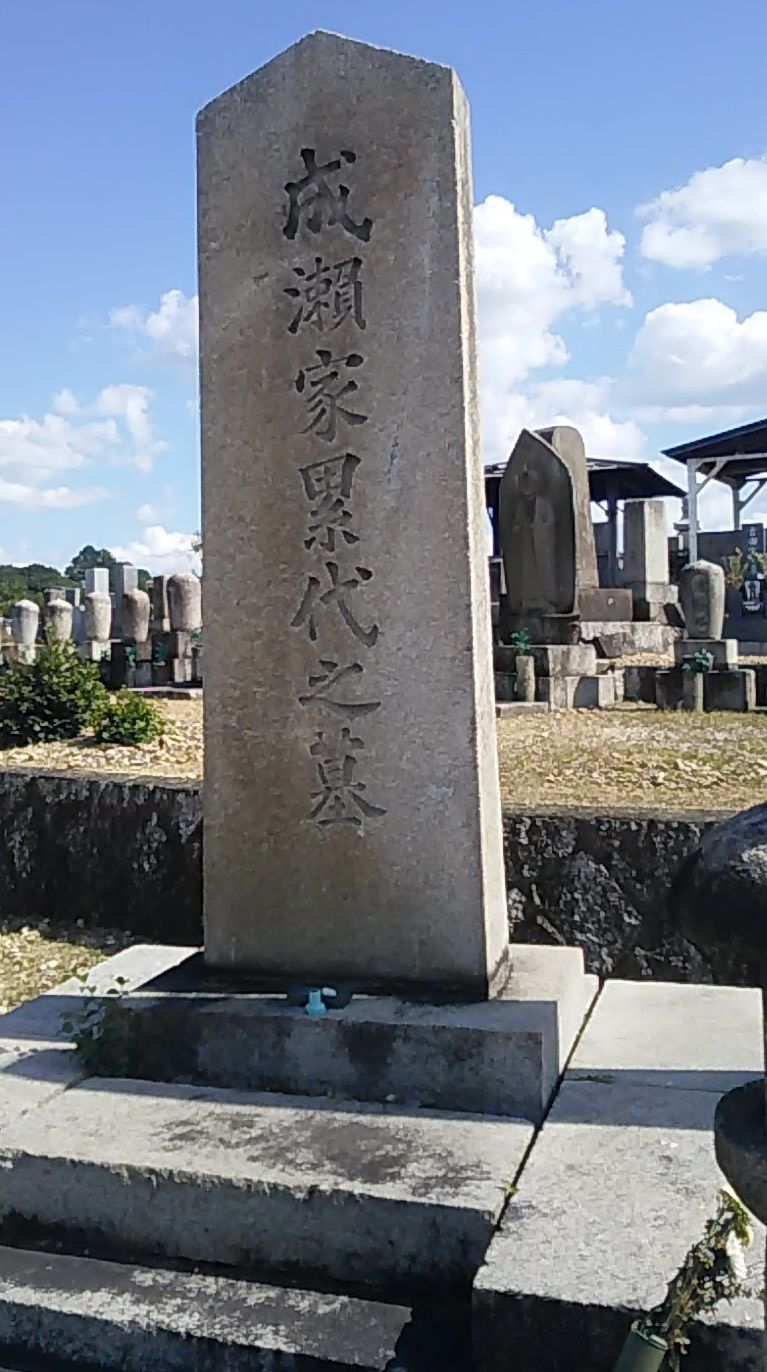
成瀬正賢の墓(名古屋市平和公園)

犬山藩嫡子として生まれ、安永7年（1778年）に徳川家治に拝謁、寛政9年（1797年）叙任したが、翌年家督を継ぐことなく39歳で早世した。
子女はなく、代わって弟・正壽が嫡子となった。